# Zij-i Sultani
Zīj-i Sulṭānī (in farsi زیجِ سلطانی ) è un'opera di astronomia consistente in tavole astronomiche e un catalogo stellare che è stato pubblicato da Uluğ Bek nel 1437.
Quest'opera dell'Astronomia islamica è il risultato del lavoro di un gruppo di astronomi che lavorarono sotto la direzione di Uluğ Bek presso l'osservatorio da lui creato a Samarcanda: tra i vari astronomi coinvolti figurano al-Kashi e Ali Qushji.
Il Zīj-i Sulṭānī è stato il più accurato e vasto catalogo stellare mai compilato fino al suo tempo, superiore a tutti i precedenti cataloghi ivi compresi l'Almagesto di Claudio Tolomeo, il Libro delle stelle fisse di ʿAbd al-Raḥmān al-Ṣūfī e lo Zīj-i Īlkhānī dell'Osservatorio di Maragheh. Esso non fu infatti superato fino alla pubblicazione dei lavori di Taqī al-Dīn Muḥammad ibn Maʿrūf e di Tycho Brahe nel XVI secolo.
I seri errori trovati da Uluğ Bek nei precedenti cataloghi stellari e tavole astronomiche, molti dei quali erano semplicemente aggiornamenti dell'Almagesto di Tolomeo contenenti le correzioni alle coordinate celesti rese necessarie a causa della precessione degli equinozi, lo indussero a rideterminare le posizioni di 992 stelle, a cui aggiunse altre 27 stelle prese dal Libro delle stelle fisse di ʿAbd al-Raḥmān al-Ṣūfī, opera composta attorno al 964, situate a declinazioni troppo meridionali per poter essere osservate da Samarcanda.
Questo catalogo, uno degli più originali dell'epoca medievale, è stato pubblicato in Europa nel 1665 a Oxford da Thomas Hyde col titolo Tabulae longitudinis et latitudinis stellarum fixarum ex observatione Ulugbeighi, da Gregory Sharpe nel 1767 e nel 1843 da Francis Baily nel XIII volume delle Memoirs of the Royal Astronomical Society, edite dalla Royal Astronomical Society.
Nel 1437 Uluğ Beg determinò la lunghezza dell'anno siderale in 365,2570370... d = 365d6h 10m 8s (con un errore di +58s), per le sue misure, durate vari anni, usò uno gnomone alto 50 metri. Questo valore è stato migliorato di 28s solo 88 anni più tardi nel 1525 vicino da Niccolò Copernico che si rifaceva però alla misura di Thābit ibn Qurra, che aveva un errore di soli +2s. In seguito Uluğ Bek determinò una misura più precisa, 365d5h 49m 15s, erronea di +25s, ma più accurata di quella di Copernico che ha un errore di +30s.
Uluğ Beg determinò l'Inclinazione assiale della Terra in 23,52 gradi, la migliore misura ottenuta fino ad allora. Misura più accurata delle successive misurazioni effettuate da Copernico e Tycho Brahe e che si accorda bene col valore accettato attualmente.